# Ellsworth Manuel
Ellsworth Manuel (ur. 27 listopada 1968) – lekkoatleta z Antyli Holenderskich, skoczek w dal, olimpijczyk z Atlanty.
W 1995 zdobył brązowy medal na Mistrzostwach Ameryki Środkowej i Karaibów w lekkoatletyce
W 1996 reprezentował swój kraj na igrzyskach w Atlancie - spalił wszystkie próby.

## Rekordy życiowe
| Dystans           | Wynik (s) | Miejsce   | Data            |
| ----------------- | --------- | --------- | --------------- |
| Skok w dal        | 7.80      |           | 1 stycznia 1995 |
| Skok w dal (hala) | 15.18     | Krommenie | 8 czerwca 1997  |
| Trójskok          | 6.94      | Paryż     | 7 marca 1997    |